# ثايرستور
المقداح أو الثايرستور (بالإنجليزية: thyristor)‏ نبيطة شبه موصلة تتكون من أربع طبقات نصف ناقلة p-n-p-n.
تميز التيرستورات بحالتي الفتح والإغلاق المستقرتين وانخفاض نسبة ضياع الطاقة في هاتين الحالتين فهو يستخدم في التحكم بسرعة التبديل في أجهزة الأمان المنزلية وفي خطوط النقل عالية التوتر.
تقدر معدلات التيار في التيرستورات المتوافرة حاليا من نحو بضعة ميلي أمبيرات إلى ما يزيد عن 5000 أمبير، في حين تزيد معدلات الكمون عن 10000 فولت.

## وصف الثايرستور
يتكون التايرستور من بنية رباعية الطبقات p-n-p-n تضم ثلاث وصلات ثنائية فيما بينها.
يطلق على المربط الخارجي المتصل بالطبقة p الطرفية اسم المصعد، والمربط الخارجي المتصل بالطبقة n الطرفية المهبط، والمربط الخارجي المتصل بالطبقة p الداخلية (البوابة).

البنية الداخلية للثايرستور وطريقة توصيل ترانزستورين ليقوما بعمل ثايرستور.

## تطبيقات الثايرستور
يمكن للثايرستورات التي يطلق عليها اسم مبدلات تحكم سِلِكونية أن تعمل كمقومات تحكم سلكونية (بالإنجليزية: silicon-controlled rectifiers)‏ إذ يتم استخدام هذا المقوم على نطاق واسع في معتام التحكم بالأضائة أو في سرعة المحركات الموصولة على التسلسل معه (كالمناشير والحفارات الكهربائية).